# امرؤ القيس بن عمرو (الأول)
امرؤ القيس بن عمرو بن عدي التنوخي (نحو 260م - 7 ديسمبر 338م): ملك العرب، ورابع ملوك تنوخ من ملوك الحيرة ببادية العراق. امتد سلطانه على القبائل المقيمة علـى تخوم الشام، وأخضع قبائل أسد ونزار ومذحج ومعد، ووصل تخوم نجران. قال الطبري في تاريخه "وهو أول من تنصر من ملوك آل نصر بن ربيعة وعمال ملوك الفرس"، كما ذكروا أن ملكه كان واسعاً، وأنه كان عاملاً للفرس على «فرج العرب من ربيعة ومضر وسائر من ببادية العراق والحجاز والجزيرة يومئذٍ».
تولى الحكم بعد والده الملك عمرو بن عدي ما بين العام (300م - 338م)، ووالدته مارية بنت عمرو شقيقة كعب الأزدي.سمي امرؤ القيس في ضريحه: "ملك كل العرب صاحب التاج" ، ويذكر النقش نفسه أن امرؤ القيس وصل إلى نجران وحاصر ملك سبأ شمر يهرعش.وفي نحو سنة 310م يرسل الملك شمر يهرعش وفداً دبلوماسي إلى قطيسفون (Κτησιφῶν/Ctesiphon) وسلوقية (كوك) المدينتين الملكية لفارس وأرض تنوخ (النقش: Sh 31)،